# Deathstalker (film viitor)
Deathstalker este un viitor film de sabie și vrăjitorie scris și regizat de Steven Kostanski. Este o refacere a filmului cu același nume din 1983 regizat de James Sbardellati. 
Daniel Bernhardt interpretează rolul personajului titular.
Este produs de Hangar 18 Media cu Pasha Patriki, Avi Federgreen și Michael Pazst ca producători.

## Distribuție
- Daniel Bernhardt⁠(d) -- Deathstalker

## Producție
În martie 2024, s-a dezvăluit că se reface filmul Deathstalker, cu Steven Kostanski⁠(d) ca scenarist și regizor. Daniel Bernhardt a fost distribuit în rolul personajului titular, iar Slash ca producător executiv.

### Filmări
Filmarea principală a început la sfârșitul lui aprilie 2024, în Greater Sudbury, Canada.